# فریدریش موس
کارل فردریک کریستین موهس (به آلمانی: Carl Friedrich Christian Mohs) زمین شناس و کانی شناس آلمانی بود. وی ابداع‌کننده مقیاس سختی موس در کانی‌شناسی است.

## جستار های وابسته
- سختی موس